# Helen Allingham
Helen Allingham, nata Paterson (Swadlincote, 26 settembre 1848 – Haslemere, 28 settembre 1926), è stata una pittrice e illustratrice britannica dell'età vittoriana, famosa per i suoi acquerelli con immagini di cottage e paesaggi di campagna.

## Biografia
Helen Mary Elizabeth Paterson nacque il 26 settembre 1848 a Swadlincote nel Derbyshire, figlia di Alexander Henry Paterson, medico, e Mary Chance Herford, il cui padre era un commerciante di vini di Manchester. Helen era la maggiore di sette figli. L'anno dopo la sua nascita la famiglia si trasferì ad Altrincham nel Cheshire. Nel 1862 il padre e la sorella Isabel, di tre anni, morirono di difterite durante un'epidemia. Helen e i rimanenti membri della famiglia si stabilirono a Birmingham, dove vivevano la nonna paterna e le zie.
Mostrò un talento per l'arte sin dalla tenera età, traendo parte della sua ispirazione dalla nonna materna Sarah Smith Herford e dalla zia Laura Herford, entrambe abili artiste. La zia fu la prima donna ad ottenere l'ammissione alla Royal Academy Schools nel 1860.
Anche sua sorella minore Caroline Paterson divenne una nota artista. Helen studiò arte per tre anni alla Birmingham School of Design, trascorse un anno alla Royal Female School of Art di Londra, e poi seguì la zia Laura Herford alla National Art Training School. Nel 1867 si iscrisse alla Royal Academy School, che sarebbe poi diventata il Royal College of Art.
Qui venne a contatto con artisti che avrebbero influenzato notevolmente la sua pittura, come Federick Walker, da cui imparò la tecnica ad acquarello, Frederick Leighton, e John Everett Millais, co-fondatore del movimento preraffaellita.

## Carriera
Dal 1868 lavorò come illustratrice per alcune riviste per bambini, come Once a Week e Little Folks e nel 1870 ottenne un incarico fisso per il settimanale The Graphic, in cui era l'unica donna dello staff. Nel 1872 la rivista letteraria Cornhill Magazine le affidò il compito di creare dodici illustrazioni per la serializzazione del romanzo di Thomas Hardy Via dalla pazza folla, e sempre per la stessa rivista nel 1875 realizzò le illustrazioni di Miss Angel, un romanzo di Annie Thackeray.
Dolorosa, una delle sue illustrazioni del romanzo di Victor Hugo Novantatré pubblicata su The Graphic nel giugno del 1874, avrebbe colpito Vincent van Gogh, che, durante la sua attività di studio e scoperta del lavoro di artisti pubblicati nelle riviste inglesi, avrebbe scritto al fratello di essere stato colpito dal lavoro di "Paterson".

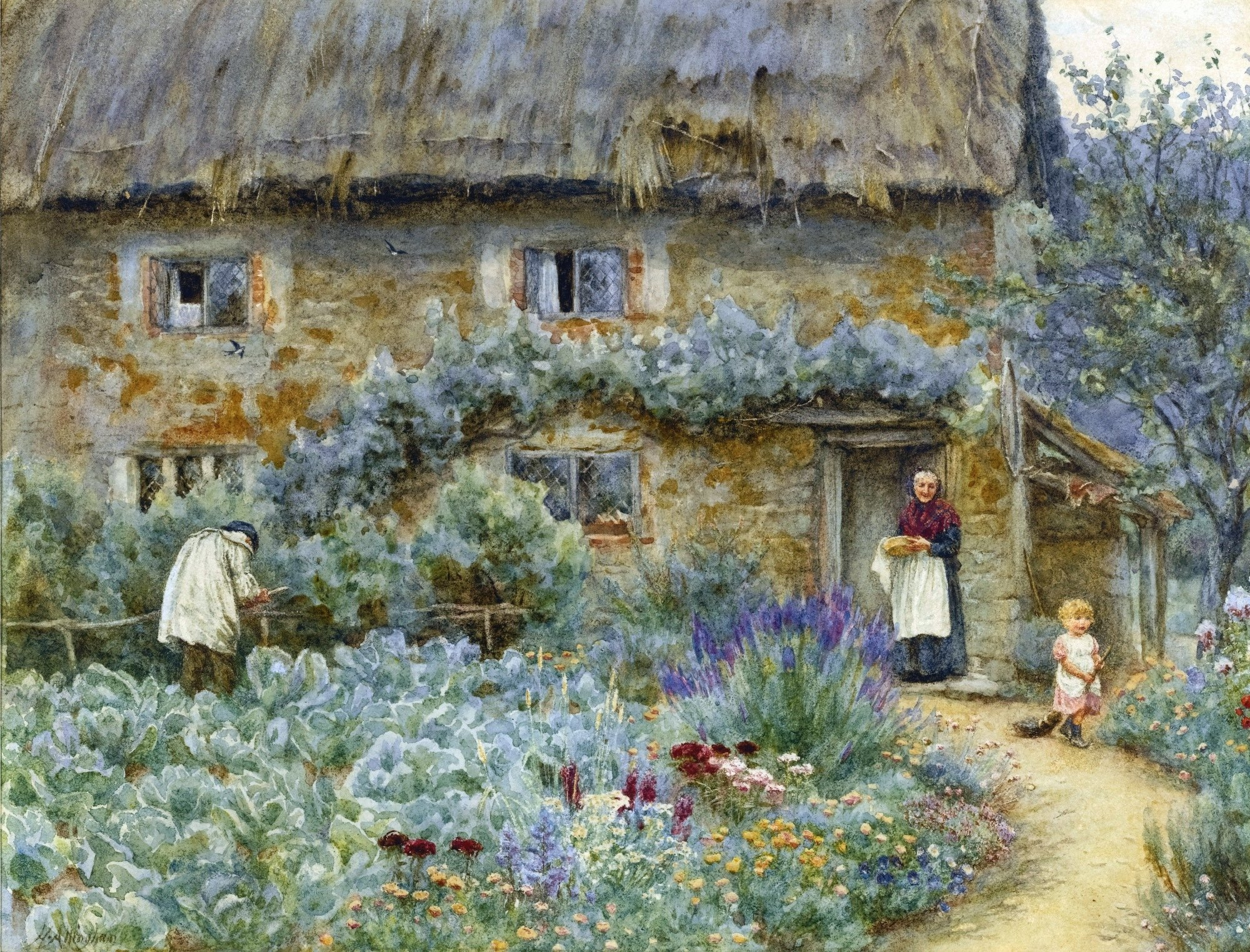
The old place

Helen illustrò anche per libri per bambini, come A Flat Iron for a Farthing (1872) e Ewing's Six to Sixteen: a story for girls (1876) di Juliana Horatia Ewing. L'illustratrice di libri per bambini, Kate Greenaway, conosciuta durante i corsi d'arte serali alla Slade School of Fine Art frequentati nel 1872, restò una sua cara amica per tutta la vita.
Nel 1868 si recò in Italia e nel 1874 sotto il nome di Helen Paterson dipinse per la prima volta quadri di genere - Wait for me e The Milkmaid - poi esposti alla  Royal Academy.
Il 22 agosto 1874 sposò William Allingham, poeta irlandese ed editore del Fraser's Magazine, che aveva quasi il doppio della sua età. I circoli ai quali venne introdotta, grazie alle amicizie del marito, molto conosciuto nei circoli letterari di Londra, includevano gli artisti Edward Burne-Jones, William Morris e letterati come Alfred Tennyson, Ruskin e Thomas Carlyle, di cui nel 1879 dipinse il ritratto.
Dopo il matrimonio, abbandonò la carriera di illustratrice e si dedicò alla pittura ad acquerello. Nel 1874 due dei suoi acquerelli, The Milkmaid e Wait For Me, furono esposti e venduti nella Royal Academy Summer Exhibition. Nel 1875 fu eletta associata della Royal Society of Painters in Water Colors, di cui divenne membro effettivo dopo il 1890, quando cadde il divieto di accesso per le donne; dal 1875 al 1925 espose ogni anno presso la Società.
Nel 1881 la famiglia si trasferì da Chelsea a Witley nel Surrey. Il suo primo figlio, Gerald Carlyle, nacque nel 1875, la figlia due anni dopo e l'ultimo figlio nel 1882. Helen iniziò a dipingere la campagna intorno a lei e in particolare le fattorie, i cottage e i giardini del Surrey e del Sussex, per i quali divenne famosa. Le figure all'interno dei suoi dipinti si rimpicciolirono, prendendo il loro posto nel paesaggio, mentre i casolari crebbero di importanza. Allingham viaggiava per la campagna, dipingeva all'aperto ed era molto scrupolosa nel definire i dettagli delle case che incontrava. Gli architetti ancora oggi fanno riferimento alle sue opere per comprendere meglio le tecniche costruttive di un tempo.

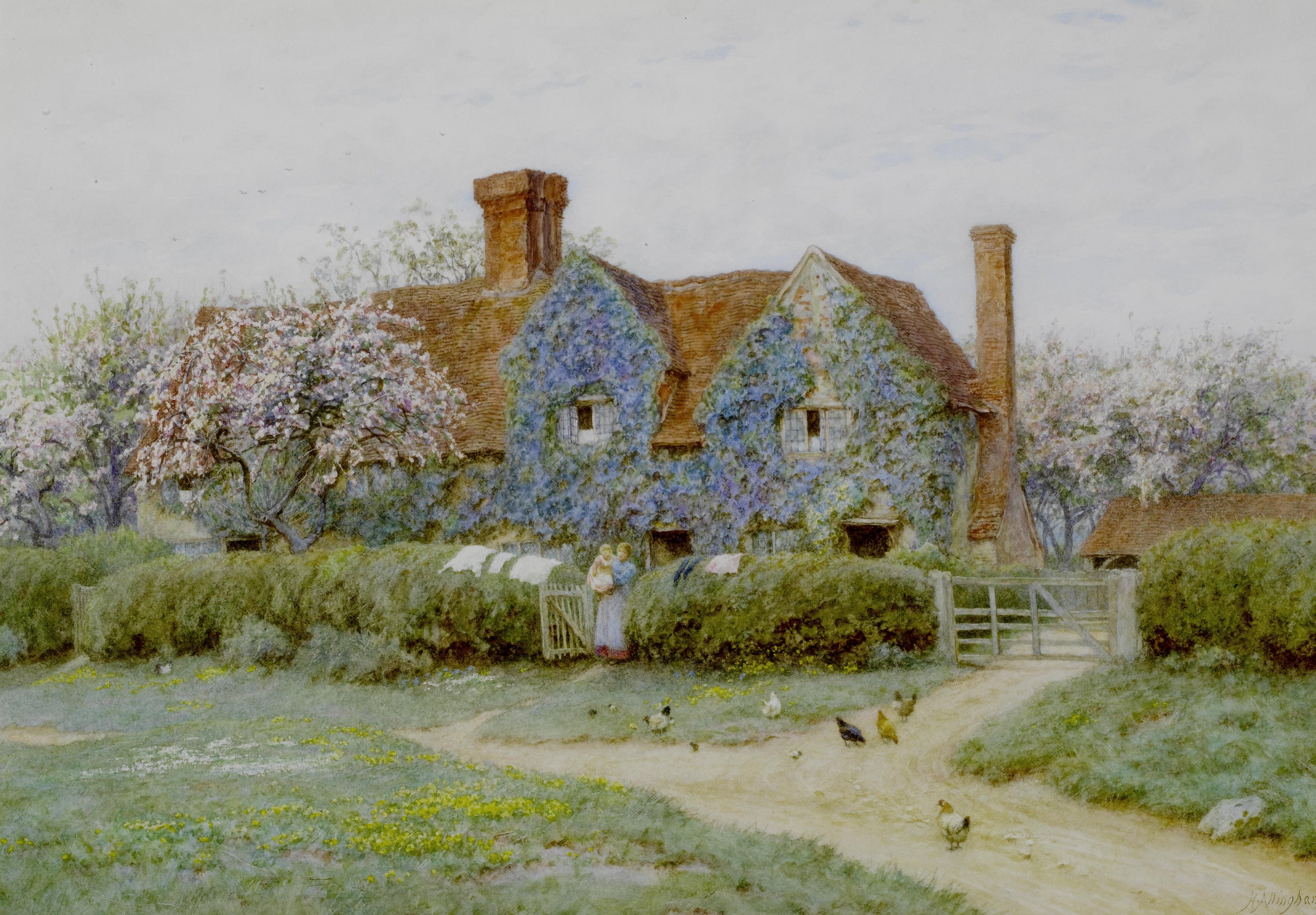
Buckinghamshire house at Penstreet, c. 1900

Dopo aver abitato per diversi anni in città, per lei divenne importare mettere in risalto lo spirito della campagna, ritenendo che il progresso, rappresentato dalla rivoluzione industriale, stesse in parte distruggendo il romanticismo e le tradizioni della vita rurale. Le giovani donne e le ragazze erano i suoi soggetti preferiti, tuttavia non erano scelte fra la gente del postoː la pittrice faceva venire nella sua bottega modelle che di solito provenivano da Londra.  Usò spesso anche i suoi figli come modelli.
Nel 1886 tenne la sua prima mostra personale, intitolata Surrey cottages, presso la Fine Art Society, in cui espose sessantasei quadri. Le sue opere ottennero molto successo, e fino al 1913 espose generalmente due volte l'anno alla Fine Art Society, oltre che altrove.
Nel 1889, dopo la morte del marito, essendosi posto il problema del mantenimento dei tre figli - avevano allora 14, 12 e 7 anni - intensificò la produzione di acquerelli. Divennero molto popolari, forse perché rispondevano ai sentimenti nostalgici degli espatriati in colonie lontane o a coloro che vivevano nelle città in via di industrializzazione. Continuò a dipingere scene rurali di altre parti del paese, Middlesex, Kent, Isola di Wight e West Country.
Nel 1890 Allingham divenne la prima donna ad essere ammessa come membro a pieno titolo della Royal Watercolor Society. Alla World's Columbian Exposition del 1893 a Chicago espose le sue opere al Palace of Fine Arts.
Con il nuovo secolo la sua popolarità iniziò a diminuire; propose nuovi argomenti, frutto del tour veneziano del 1901-1902, ma non raggiunse la fama di un tempo. Molti dei suoi dipinti vennero usati per illustrare libri, come Happy England (1903), opera con Marcus Huish sulla vita nella campagna inglese a cui collaborò con 80 tavole a colori, The Homes of Tennyson (1905) di suo fratello Arthur Paterson e Cottage Homes of England di Stewart Dick (1909). Curò personalmente alcune opere del marito, come William Allingham's Diaries (1907) e Letters to William Allingham (1911).
Dopo la prima guerra mondiale i suoi dipinti di case e paesaggi di campagna vennero considerati eccessivamente sentimentali e antiquati, criticati per la loro visione conservatrice, e ritenuti "fuori moda" fino agli anni Ottanta del Novecento.
Il 28 settembre 1926, all'età di 78 anni, morì di peritonite acuta durante un soggiorno da un'amica a Haslemere, nel Surrey, dove si era recata per dipingere.
Nel 2000 è stata creata una fondazione in suo onore, la Helen Allingham Society.
Molti dei suoi dipinti si trovano a Burgh House, Hampstead, al Victoria and Albert Museum e al British Museum di Londra.

## Dipinti

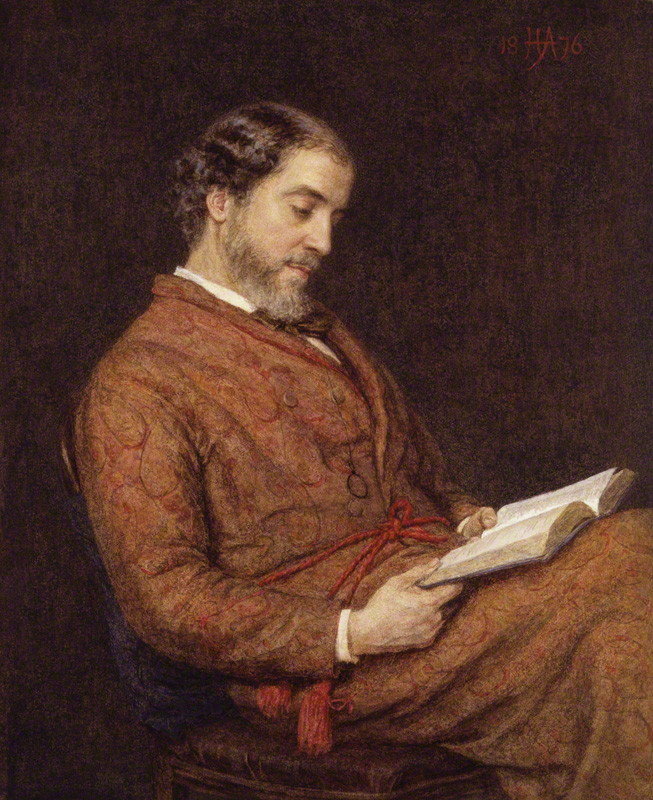
Ritratto di William Allingham, 1876
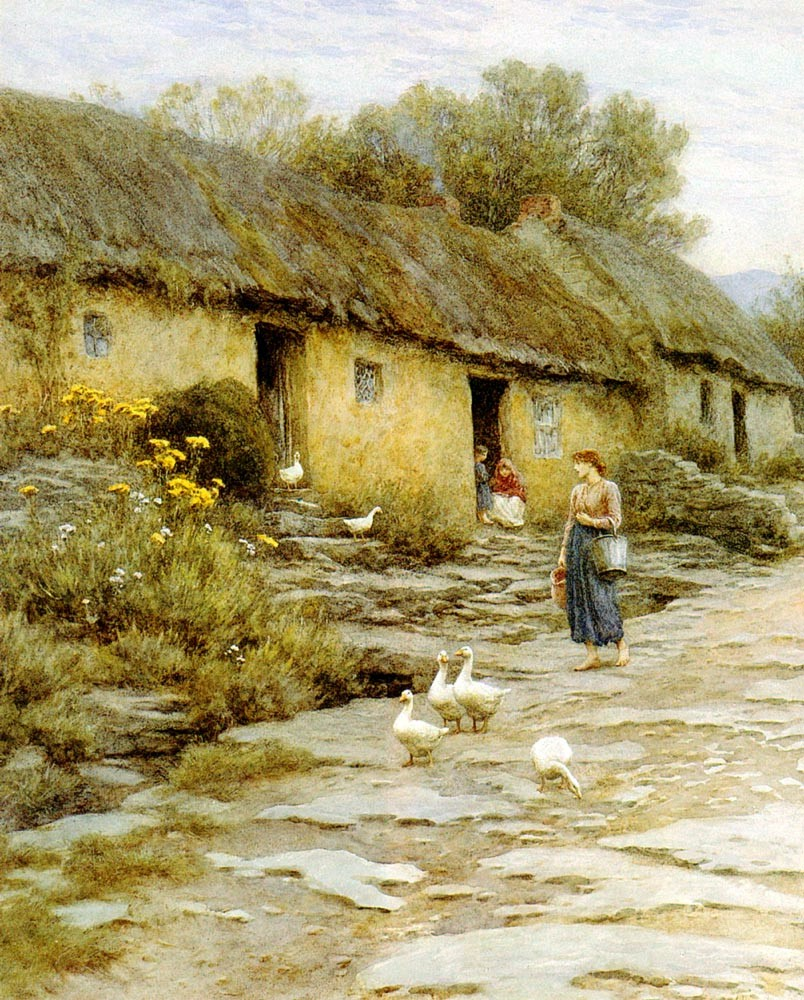
Irish Cottage
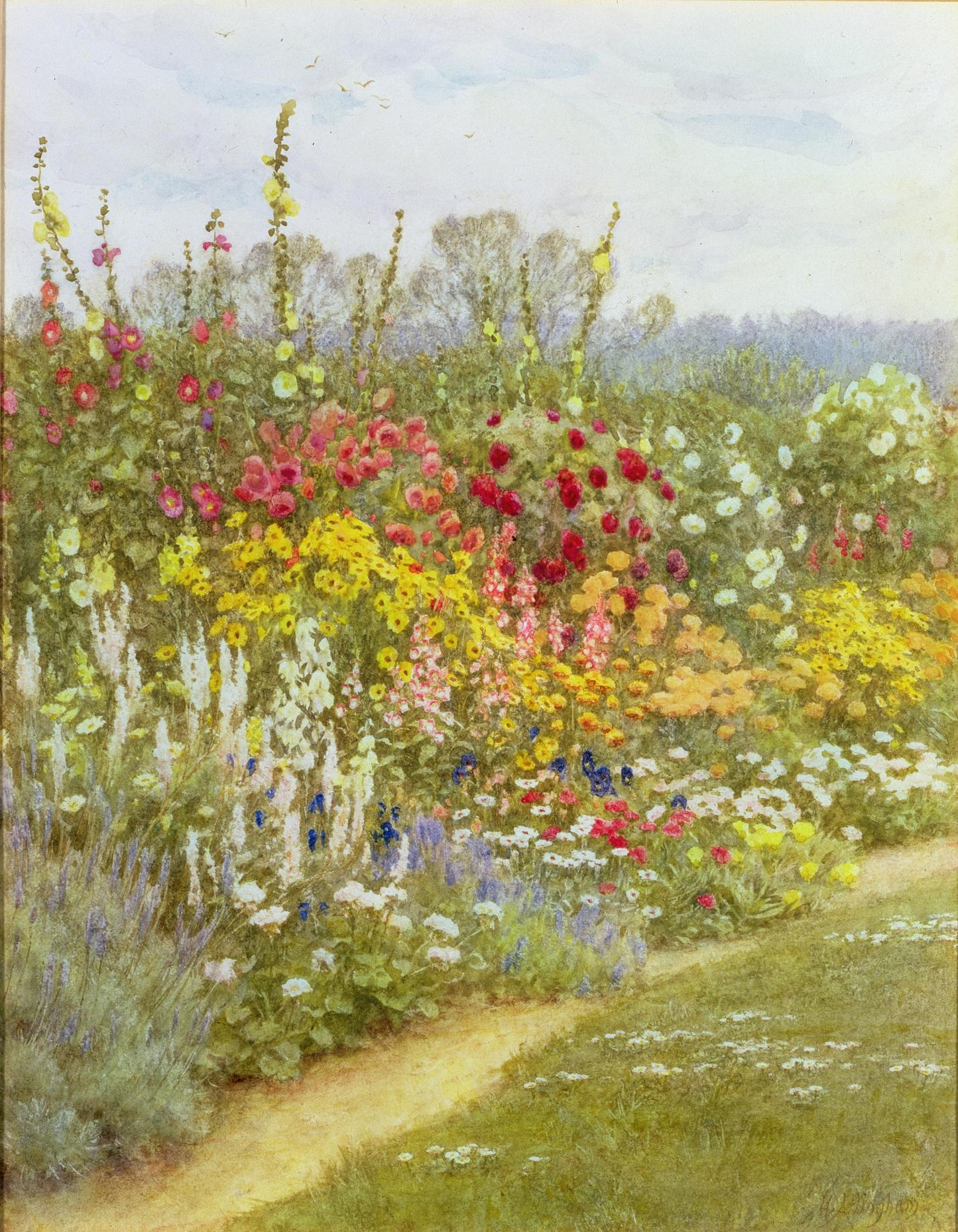
Confine d'erba
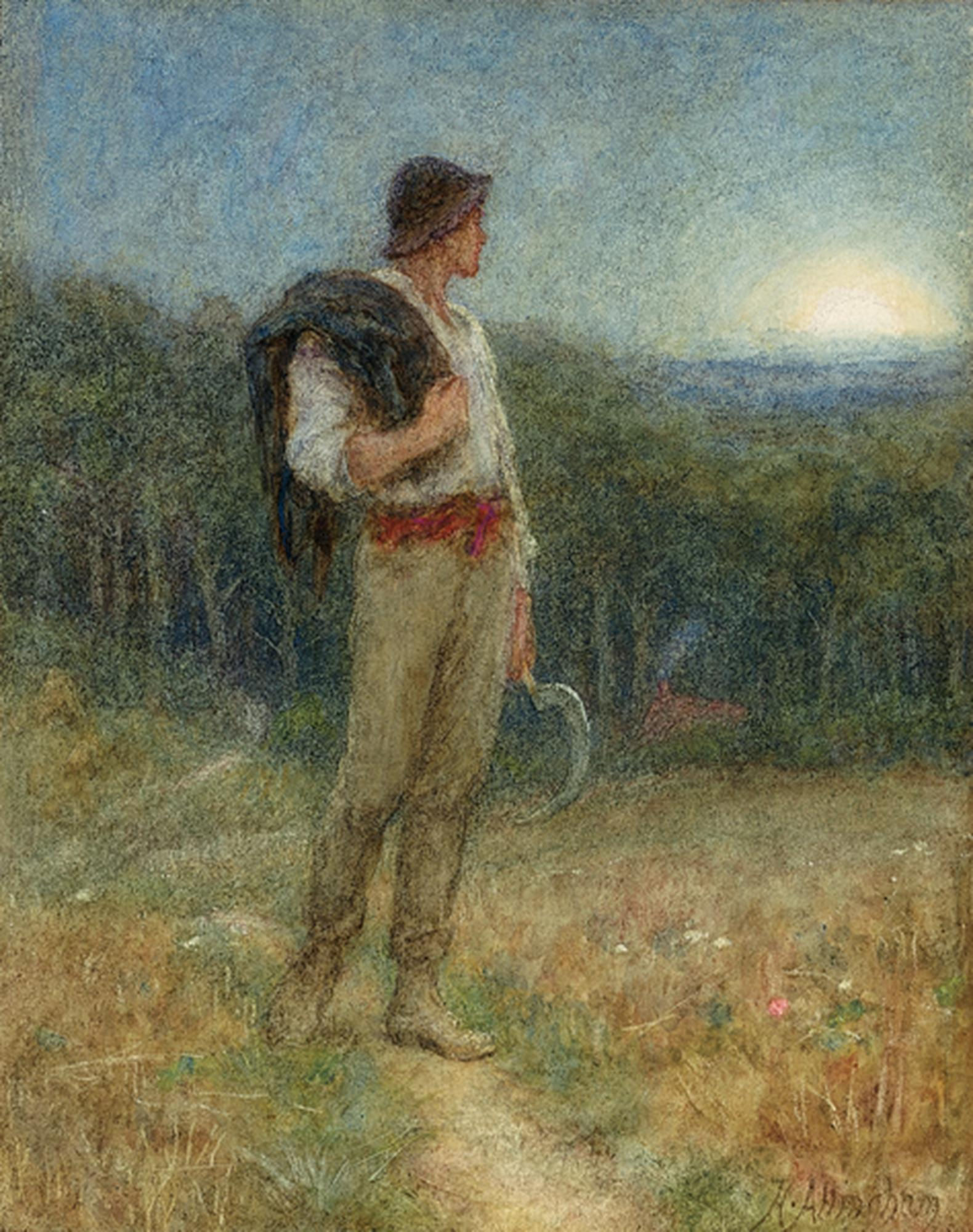
Luna del raccolto
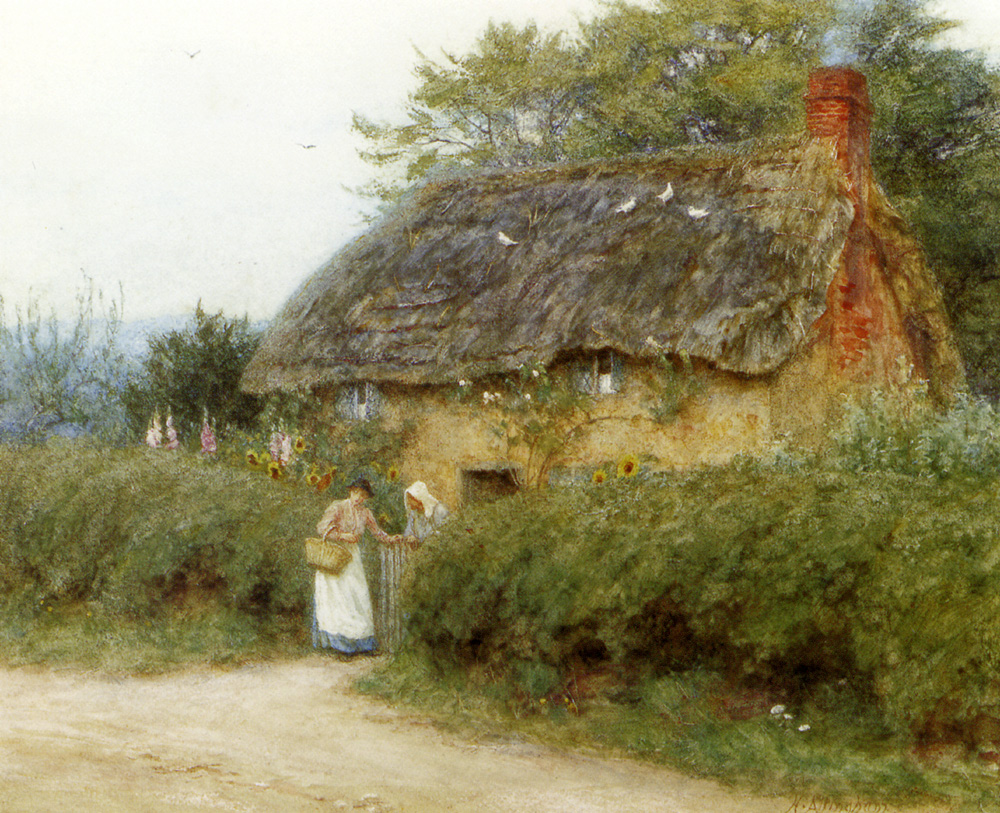
Cottage con girasoli a Peaslake
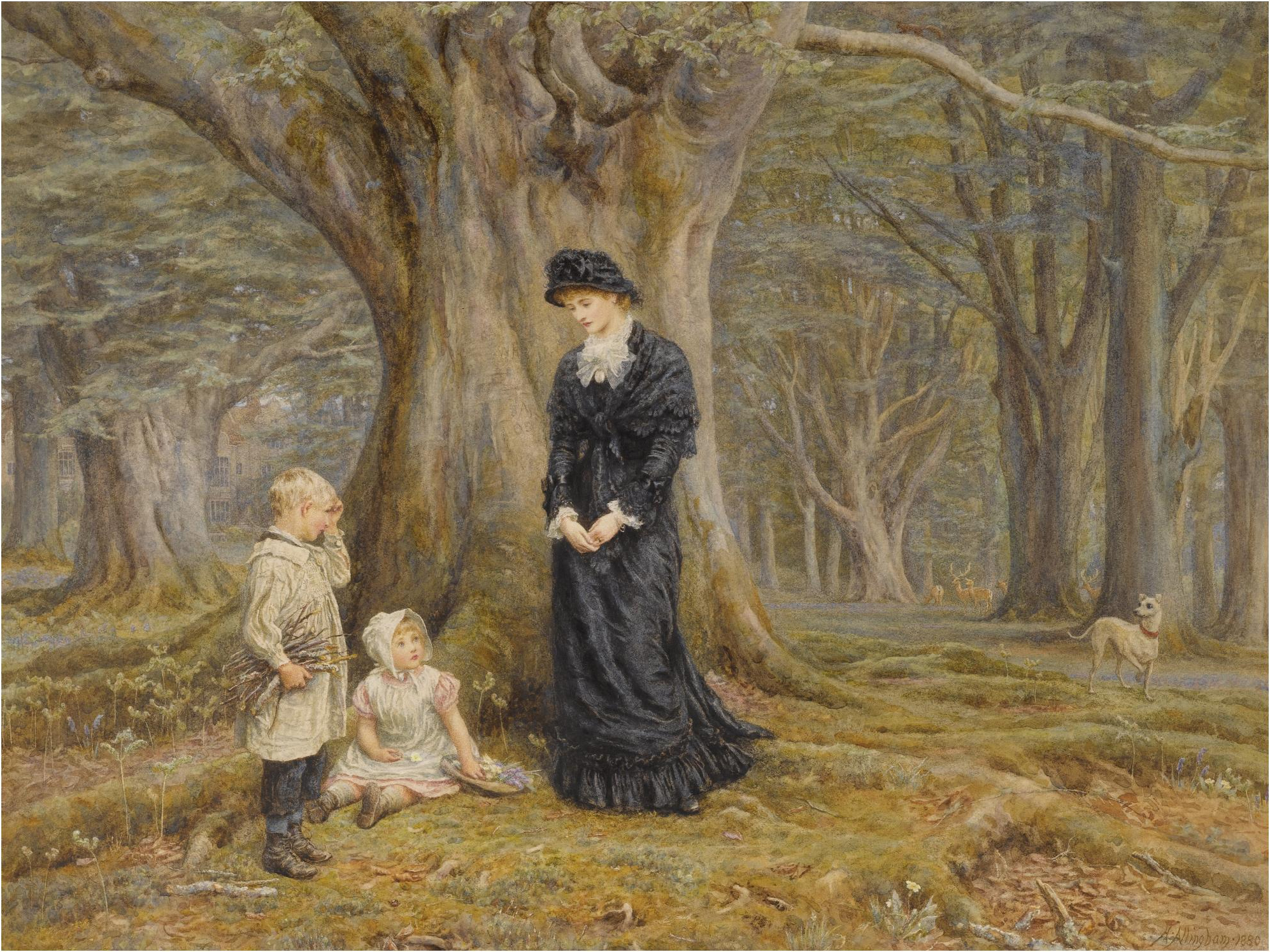
La signora del maniero
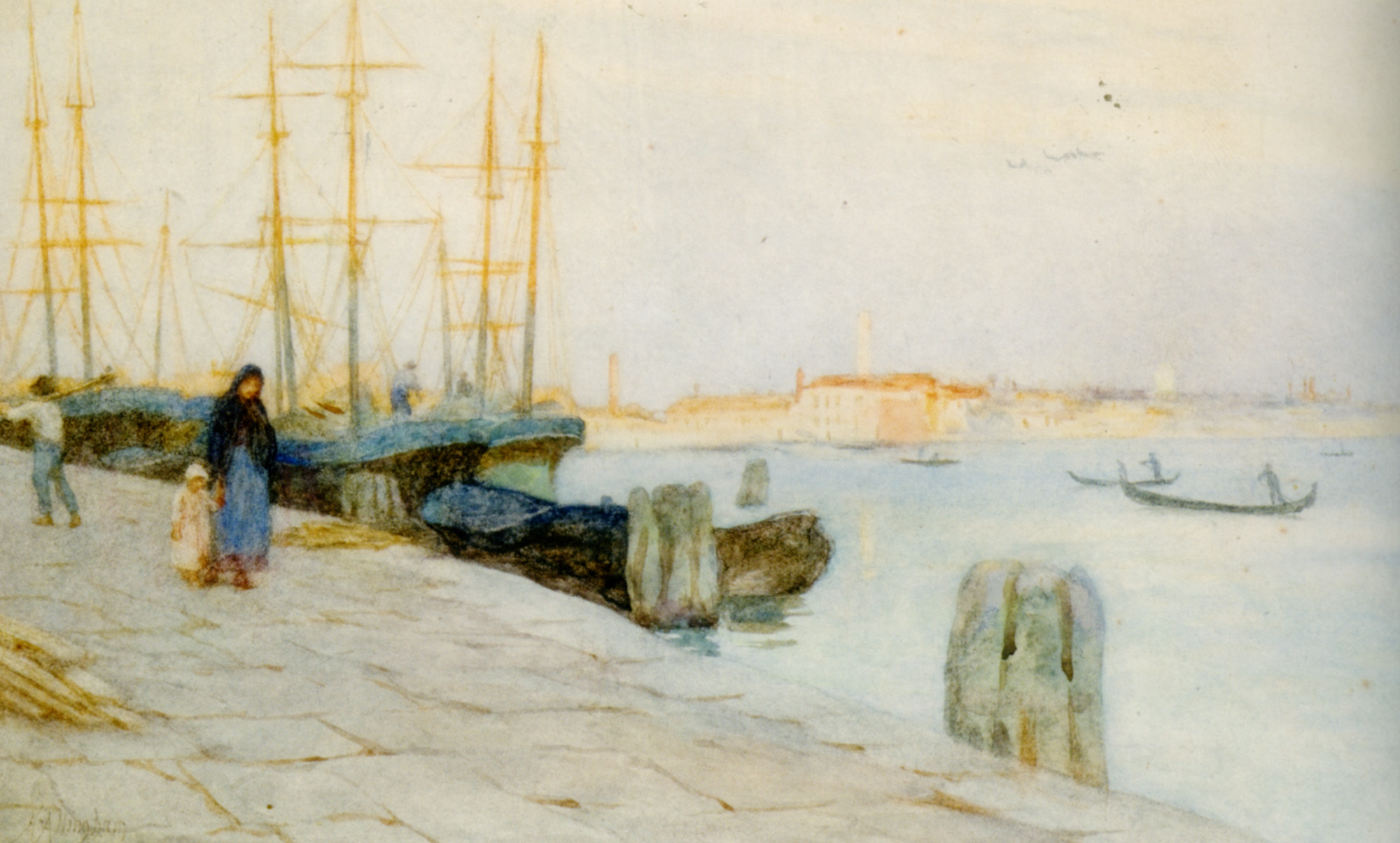
Mattino al molo di Venezia
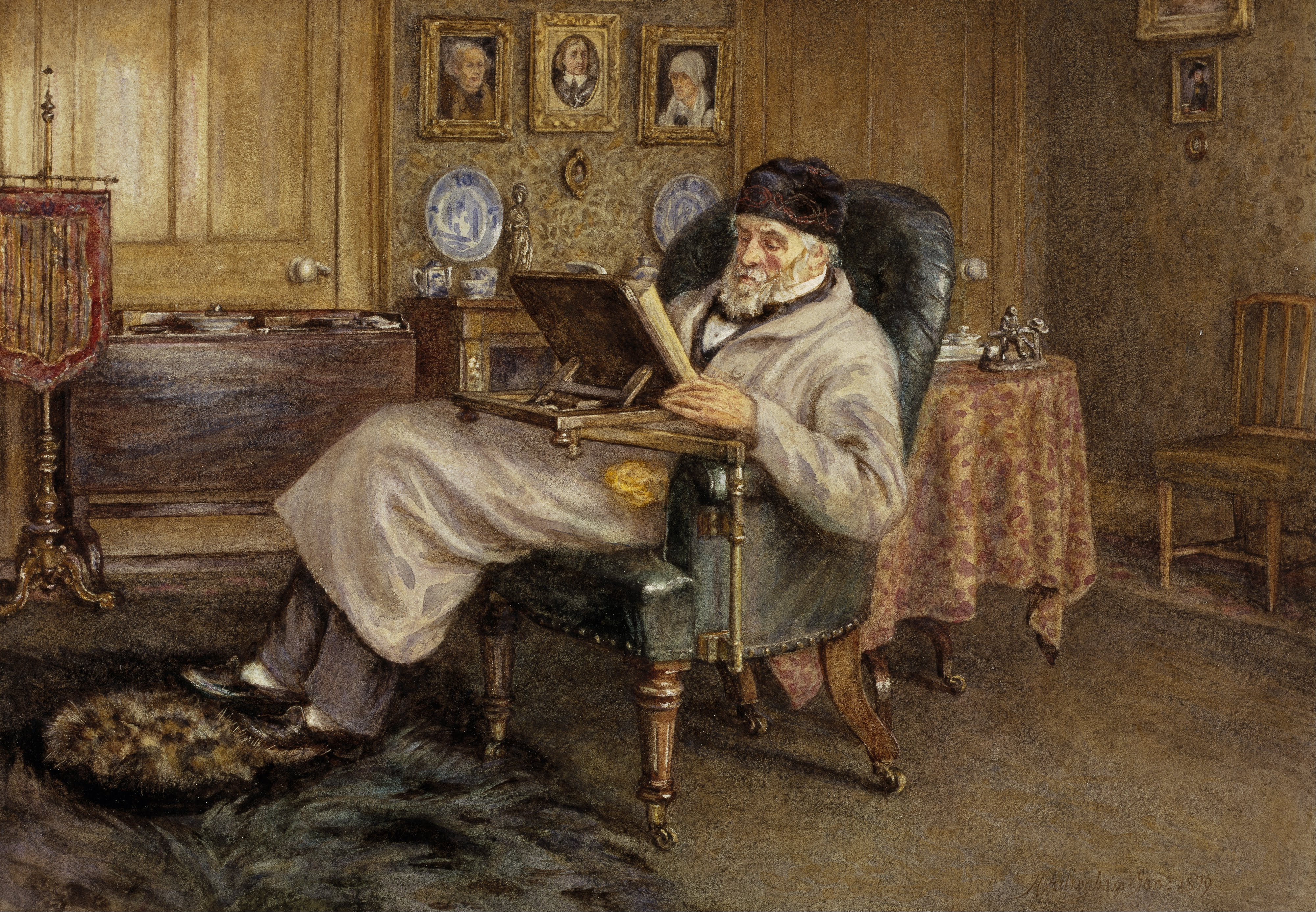
Ritratto di Thomas Carlyle